# Katuwira
Katuwira (llamada también Katuwira: donde nacen y mueren los sueños) es una película mexicana de fantasía filmada en 1996, protagonizada por Gabriela Roel, Bruno Bichir y Damián Alcázar. Fue escrita y dirigida por Íñigo Vallejo-Nájera.

## Historia
Sofía (Gabriela Roel) es una diseñadora gráfica que recibe la visita de un extraño vestido de amarillo (Bruno Bichir), quien le solicita ayuda para encontrar los colores de una flor. El extraño desaparece y después Sofía sufre un accidente automovilístico. Al regresar a su trabajo se percata de que es la única que recuerda al Extraño de Amarillo. Después de recuperarse, Sofía recibe un telegrama que le indica que debe ir a buscarlo en un pueblo del desierto potosino.
Durante la búsqueda se encuentra al científico Caronte (Damián Alcázar), quien ha instalado un laboratorio improvisado con el fin de construir una máquina que lo traslade a una realidad alternativa llamada Katuwira. Ahí se encuentra una flor mística que ha perdido sus colores y concede su poder a quien logre conocerlos. Sofía también conoce a Solita (Socorro Avelar), una bruja curandera que será su guía durante el viaje espiritual de la protagonista. El Extraño de Amarillo, cuyo nombre es Nicolás, se encuentra en Katuwira pero se revela que padece de acromatopsia, por lo que no puede conocer los colores de la flor. Ante esto, Caronte y Sofía deberán viajar a Katuwira para encontrar primero a Nicolás y a la flor.